# Relações entre Bielorrússia e Rússia
As relações entre Bielorrússia e Rússia são as relações diplomáticas estabelecidas entre a República da Bielorrússia e a Federação Russa. Ambos são vizinhos, com uma extensão de 959 km na fronteira entre os dois países. A Bielorrússia possui uma embaixada em Moscou e a Rússia possui uma embaixada em Minsk. São aliados próximos e, em conjunto, compõem o Estado da União. Os cidadãos de ambos os países gozam de liberdade de movimento em todo o território.
A cooperação em política externa entre os países é sistemática e diversa. A Rússia e a Bielorrússia têm posições comuns sobre questões internacionais, cooperam estreitamente com a Organização das Nações Unidas, além de outras organizações universais e regionais.

## História Recente
Com o fim da União Soviética, os desafios a serem enfrentados pelos Estados que faziam parte dela não eram desprezíveis. Além de terem de criar instituições e legislações estatais próprias,  (adaptando ou transformando aquilo que herdaram da URSS), também tiveram que migrar para um novo um sistema econômico de relações capitalistas e de propriedade privada, construindo uma economia nacional própria. 
A Rússia mesmo com a desagregação da União Soviética se manteve com grande parte do território e consequentemente dos vastos recursos naturais, bem como com grande parte do exército, tecnologia militar e do arsenal nuclear, mas deixou de ter a relevância mundial ocupada pela URSS, passando a se tornar um ator de influência regional junto à Comunidade de Estados Independentes,  do qual a Bielorrússia foi uma das fundadoras.  
Mesmo com a independência das antigas repúblicas, a Rússia não deixou de manter o interesse no destino destas, bem como na manutenção de sua influência política e econômica, mais especificamente com a Bielorrússia e Ucrânia, países com os quais compartilha uma origem eslava oriental comum, além das vantagens econômicas e geopolíticas inerentes a esta relação.
A Bielorrússia do ponto de vista étnico, tem aproximadamente 84% da população como bielorrussa, havendo cerca de 8,5% de russos, 3% de polacos, pouco mais de 1,5% de ucranianos e 3% de minorias diversas. A nível linguístico, 53% têm o bielorrusso como língua materna e 41,5% o russo. Contudo, este último é utilizado por 70% da população, contra apenas 23% do primeiro.  O que a aproxima significativamente cultural e linguisticamente da Rússia. 
A Bielorrússia após se tornar independente elegeu em 1994 o seu primeiro e até agora único presidente, Aleksandr Lukashenko. Desde então, a relação entre Belarus e Rússia tem se dado entre outros fatores por conta dos gasodutos e oleodutos russos que passam pela Bielorrússia e que abastecem a Europa. Para que isso acontecesse, foi acertado que Belarus pudesse ter acesso à essas fontes de energia com um valor abaixo do mercado. No entanto, devido ao fim das sanções impostas pela União Europeia à Bielorrússia em 2016, ocorreram algumas oscilações nessa relação, o que gerou o fim dos subsídios energéticos à Bielorrússia e uma tensão nas relações políticas entre os dois países nesse momento ocorreu. 
Além disso, fatores externos também devem ser levados em consideração. A Bielorrússia é cercada pelos países da UE (mais os EUA atrás deles) e a Ucrânia - do oeste, norte e sul; Rússia (e China, politicamente, não geograficamente) do Oriente. Na luta pela Bielorrússia o ponto de apoio econômico, político e militar, o "Ocidente" atua de forma poderosa e usa não apenas dinheiro e tecnologias políticas, mas também os métodos mais importantes e modernos - manipulação cultural, ideológica e informativa. O "Oriente" neste contexto vinha perdendo sua influência, agindo fracamente e à moda antiga. 
Durante muito tempo, Lukashenko oscilou oportunisticamente entre Moscou e Bruxelas, aproximando-se a um lado ou a outro, segundo as circunstâncias. Com as eleições que tanto a União Europeia como uma boa parte da população bielorrussa consideraram fraudulentas, e que oficialmente reelegeram Lukashenko com 80% dos votos, em Agosto de 2020, tudo mudou. 
A repressão aos protestos, o desvio de um avião comercial europeu para prender um dissidente e a promoção das viagens de requerentes de asilo usados pela Bielorrússia para pressionar as fronteiras da União Europeia fizeram o resto – Bruxelas viu este último passo como mais uma fase da “guerra híbrida” lançada pelo Kremlin. Moscou passou a ser o único caminho de Lukashenko para se manter no poder, desta vez aparentemente sem retorno, como ficou demonstrado quando o país serviu de plataforma para a ofensiva russa contra a Ucrânia lançada pelo Norte, por via do território bielorrusso, e posteriormente com a instalação mísseis nucleares bem como a presença da tropas e milícias russas no território bielorrusso desde então.  

## Fusão entre Bielorrússia e Rússia
A fusão entre Bielorrússia e Rússia é um projeto político de criação de um Estado a partir da união da Bielorrússia com a Rússia e possivelmente com outros Estados e territórios pós-soviéticos. O projeto era notoriamente promovido pelo ditador bielorrússo Aleksandr Lukashenko na década de 1990, entretanto, após a ascensão de Vladimir Putin na liderança da Rússia, Lukashenka recuou na sua defesa da união, por perder a confiança na sua capacidade de se tornar o presidente da mesma, e passou à resistir as pressões de maior integração com a Rússia por um certo período, mantendo um balanço entre Rússia e União Europeia.
Porém, após os protestos na Bielorrússia que se iniciaram em 2020, e estabeleceram uma crise de legitimidade para o regime de Lukashenka, tanto pelas reivindicações do movimento de maior democracia, como pela repressão violenta exercida pelo regime, o Estado Bielorrússo e sua elite perderam a sustentação pelo lado Europeu, sofrendo sanções e cortes nas relações diplomáticas.